# Sonny Landham
William M. "Sonny" Landham (Canton, Georgia; 11 de febrero de 1941 - Lexington, Kentucky; 17 de agosto de 2017) fue un actor y político estadounidense. Su actuación como el soldado Billy en el filme Depredador lo hizo muy reconocible.

## Carrera
En sus comienzos, Landham fue actor de cine porno. Luego se convirtió en un actor reconocido en la escena de Hollywood, actuando en películas como The Warriors, Depredador, 48 Hrs., Lock Up y Action Jackson. En 2003, Landham se postuló por el Partido Republicano para las elecciones de Gobernador de Kentucky. Falleció el 17 de agosto de 2017 a causa de una insuficiencia cardíaca congestiva.

## Filmografía

### Cine
| Año  | Título                         | Rol             |
| ---- | ------------------------------ | --------------- |
| 1975 | Abigail Leslie is Back in Town | Bo              |
| 1976 | Slippery When Wet              |                 |
| 1979 | The Warriors                   | Policía         |
| 1981 | La presa                       | Cazador         |
| 1982 | Poltergeist                    | Trabajador      |
| 1982 | 48 Hrs.                        | Billy Bear      |
| 1984 | Fleshburn                      | Calvin Daggai   |
| 1986 | Firewalker                     | El Coyote       |
| 1987 | Depredador                     | Billy           |
| 1988 | Action Jackson                 | Mr. Quick       |
| 1989 | Lock Up                        | Chink Weber     |
| 1992 | Maximum Force                  | Pimp            |
| 1993 | Best of the Best 2             | James           |
| 1994 | Savage Land                    | Lassiter        |
| 1995 | Fatal Choice                   | Brick           |
| 1995 | Guns & Lipstick                | Albino          |
| 1996 | Carnival of Wolves             | Guardaespaldas  |
| 1996 | Billy Lone Bear                | Billy Lone Bear |
| 1996 | 2090                           | Indio           |
| 2007 | Disintegration                 | Boone Cagle     |
| 2009 | Mental Scars                   | Chief Bear      |

### Televisión
| Año  | Título                        | Episodio                               | Rol                      |
| ---- | ----------------------------- | -------------------------------------- | ------------------------ |
| 1984 | El Equipo A                   | "The Island"                           | Ryker                    |
| 1985 | The Dirty Dozen: Next Mission | Película para televisión               | Sam Sixkiller            |
| 1985 | Hardcastle and McCormick      | "You Don't Hear the One that Gets You" | Sheriff Billy Blackstone |
| 1986 | The Fall Guy                  | "War of the Wheel"                     | Jake                     |
| 1986 | Northstar                     | Película para televisión               | Becker                   |
| 1987 | Miami Vice                    | "Viking Bikers from Hell"              | Toad                     |
| 1991 | Three Days to a Kill          | Película para televisión               | Pepe                     |